# Björn Bjarman
Björn Bjarman (* 23. September 1923 in Akureyri; † 19. April 2005 in Reykjavík) war ein isländischer Schriftsteller.

## Leben
Nachdem er 1943 in Akureyri sein Abitur abgelegt hatte, nahm er ein Studium der Rechtswissenschaften an der Universität Island auf. Er war dann als Jurist und Kontorist tätig. Anstellungen fand er in Reykjavík, auf der NATO-Basis in Keflavík und schließlich von 1949 bis 1958 wieder in Akureyri. Danach begann er eine Tätigkeit als Lehrer. Hierbei war er in den Ostfjorden, in Akureyri, in Hafnarfjörður und Reykjavík beschäftigt.
Schriftstellerisch betätigte er sich als Romanautor und Verfasser von Erzählungen.